# 제38회 인도 국제 영화제
제38회 인도 국제 영화제는 2007년 11월 23일에 열린 시상식이다.

## 수상 및 후보

### 심사위원특별상
- 꿈의 날개 위 - 골람 랍바니 비플롭 수상
- More than Anything in the World - Julia Urbini 수상

### 실버 피콕상
- 미, 마이셀프 - 퐁파트 와치라번종 수상

### 상영작
- BAGHER BACHA - Bishnu Deb Halder
- ORE KADAL - Shyamaprasad
- 굿바이 만델라 - 빌 어거스트
- 올가, 빅토리아 올가 - 메르세데스 파르리올스
- THE EIGHTH DAY OF THE WEEK - Judit Elek
- 트릭스 - 안드레이 야키모프스키
- 시험 - Jian Pu
- PERIYAR - Gnana Rajasekaran
- 콜링 게임 - 펠릭스 랜도
- 황혼의 빛 - 아키 카우리스마키
- CECILIE - 한스 파비안 불렌베버
- 갱스터 초치 - 게이빈 후드
- IRANIAN PRINCE - Mokammad Nourizad
- 4개월, 3주... 그리고 2일 - 크리스티안 문주
- A TON OF LUCK - Rodrigo Triana
- 꿈의 날개 위 - 골람 랍바니 비플롭
- FULL CIRCLE - Michael Jaffer
- IN THE NAME OF GOD - Shoaib Mansoor
- HUNABKU - Pablo Cesar
- 미, 마이셀프 - 퐁파트 와치라번종
- PRETENDIENDO - Claudio Dabed
- OSSIDIANA - Silvana Maja
- LOVELORN - Yavuz Turgul
- SVANI - Soso Jachvliani 외 1명
- 이모의 포스터모던 라이프 - 허안화
- CHERRIES - 장 지아베이
- 아웃 오브 더 블루 - 로버트 사키스
- AIDS JAAGO - 미라 네이어 외 3명
- MORE THAN ANYTHING IN THE WORLD - Andres Leon Becker 외 1명
- AmericanEast - Hesham Issavi
- TIME WITHOUT TIME - 메르세데스 파르리올스
- Love Me Still - Danny Hiller